# Église Saint-Aignan de Ladignac-le-Long
Pour les articles homonymes, voir Église Saint-Aignan.
L'église Saint-Aignan est une église catholique située à Ladignac-le-Long, en France.

## Localisation
L'église est située dans le département français de la Haute-Vienne, sur la commune de Ladignac-le-Long.

## Historique
L'édifice est classé au titre des monuments historiques en 1910.